# Movex
Movex – system informatyczny ERP stworzony pierwotnie przez szwedzkie przedsiębiorstwo informatyczne Intentia. Wersje 10 i 11 napisane zostały w języku RPG dla platformy AS/400, wersja 12 dostępna jest zarówno w RPG jak i w nowszej technologii Java. 
Firma Intentia w połowie pierwszej dekady XXI w. została przejęta przez amerykańskie przedsiębiorstwo Lawson Software, a te w 2011 r. przejęte zostało przez Infor Global Solutions.